# Uribia
Uribia là một khu tự quản thuộc tỉnh La Guajira, Colombia. Thủ phủ của khu tự quản Uribia đóng tại Uribia Khu tự quản Uribia có diện tích 7905 ki lô mét vuông. Đến thời điểm ngày 28 tháng 5 năm 2005, khu tự quản Uribia có dân số 55685 người.